# Ремінгтон (Вірджинія)
Ремінгтон (англ. Remington) — місто (англ. town) в США, в окрузі Фокір штату Вірджинія. Населення — 626 осіб (2020).

## Географія
Ремінгтон розташований за координатами 38°32′5″ пн. ш. 77°48′30″ зх. д. / 38.53472° пн. ш. 77.80833° зх. д. (38.534652, -77.808238).  За даними Бюро перепису населення США в 2010 році місто мало площу 0,57 км², уся площа — суходіл.

## Демографія
Згідно з переписом 2010 року, у місті мешкало 598 осіб у 233 домогосподарствах у складі 156 родин. Густота населення становила 1045 осіб/км².  Було 256 помешкань (447/км²).
Расовий склад населення:
| - 74,4 % — білих - 17,6 % — чорних або афроамериканців - 0,7 % — азіатів - 0,2 % — корінних американців - 4,3 % — осіб інших рас |

До двох чи більше рас належало 2,8 %. Частка іспаномовних становила 6,2 % від усіх жителів.
За віковим діапазоном населення розподілялося таким чином: 25,9 % — особи молодші 18 років, 66,1 % — особи у віці 18—64 років, 8,0 % — особи у віці 65 років та старші. Медіана віку мешканця становила 33,1 року. На 100 осіб жіночої статі у місті припадало 78,0 чоловіків;  на 100 жінок у віці від 18 років та старших — 79,4 чоловіків також старших 18 років.
Середній дохід на одне домашнє господарство  становив 65 211 долар США (медіана — 53 125), а середній дохід на одну сім'ю — 66 639 доларів (медіана — 51 250). Медіана доходів становила 51 250 доларів для чоловіків та 32 813 долари для жінок. За межею бідності перебувало 20,0 % осіб, у тому числі 43,2 % дітей у віці до 18 років та 1,2 % осіб у віці 65 років та старших.
Цивільне працевлаштоване населення становило 340 осіб. Основні галузі зайнятості: освіта, охорона здоров'я та соціальна допомога — 27,1 %, науковці, спеціалісти, менеджери — 14,7 %, роздрібна торгівля — 10,3 %, будівництво — 10,3 %.